# Bractwo Tarasowców

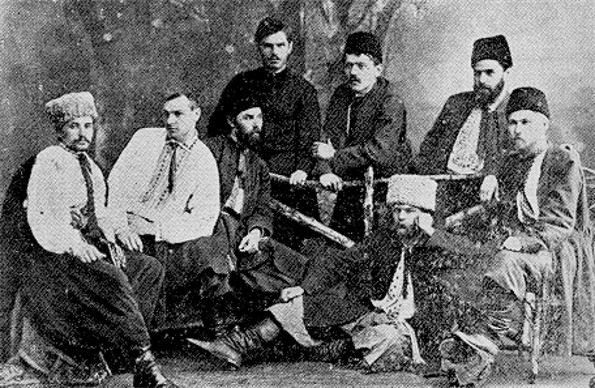
Bractwo Tarasowców w Charkowie

Bractwo Tarasowców (ukr. Братство тарасівців) – ukraińska tajna organizacja, założona w 1891 (niektóre źródła podają rok 1892) na grobie Tarasa Szewczenki w Kaniowie.
Założycielami była grupa ukraińskich studentów - Borys Hrinczenko, Iwan Łypa, Mykoła Michnowśkyj, Witalij Borowyk, Mykoła Worony i inni.
Główne idee organizacji zostały ogłoszone w Deklaracji wiary młodych Ukraińców i opublikowane w lwowskiej gazecie „Prawda” w kwietniu 1893.
Jako główne zadanie Bractwo stawiało walkę o ukraińskie wyzwolenie narodowe i zdobycie pełnej autonomii dla wszystkich narodów zniewolonych w Imperium Rosyjskim. Domagało się również rozszerzenia nauki języka ukraińskiego w szkołach, oraz wprowadzenia go do urzędów i instytucji państwowych.
Tarasowcy rozwinęli szeroką działalność propagandową wśród studentów, młodzieży szkolnej, chłopów i robotników.
Do lata 1893 ich głównym ośrodkiem działania był Charków, ale po aresztowaniu znacznej części uczestników, zarząd przeniesiono do Kijowa. Większymi ośrodkami działania Tarasowców były również Odessa, Połtawa i Dubno.
Głównymi działaczami Bractwa byli: W. Borżkowśkyj, M. Dmytrijew, W. Samijłenko, M. Kononenko, Mychajło Kociubynski, Wołodymyr Stepanenko, B. Tymczenko, O. Czerniachiwśkyj, W. Szemet.
Bractwo Tarasowców działało do 1898. Pod wpływem idei Bractwa utworzono w 1897 Ogólnoukraińską Bezpartyjną Organizację Demokratyczną (ZUBDO), a w 1900 Rewolucyjną Partię Ukrainy (RUP).